# Liddle Burnt Mound
Liddle Burnt Mound (auch Liddel) liegt auf South Ronaldsay, einer Insel der Orkney, nördlich von Schottland. Der ovale Hügel auf halbem Weg zwischen dem lokalen Bauernhof mit kleinem Privatmuseum von Ronald Simison und dem Isbister Cairn ist einer der 200 Ancient cooking places auf Orkney, der aber in seiner Art einmalig ist und von John W. Hedges (1932–2022) ausgegraben wurde.
Liddle Burnt Mound ist der größte Hügel in einem Komplex von Denkmälern, die ursprünglich mindestens einen weiteren Burnt Mound und eine Gruppe kleiner Grabhügel umfasste, die jedoch eingeebnet sind. 
Der Komplex besteht aus zwei Teilen:
- einem relativ guten erhaltenen Bereich steinerner Baulichkeiten
- dem Rest eines großen Hügels, der diese auf drei Seiten umschließt.

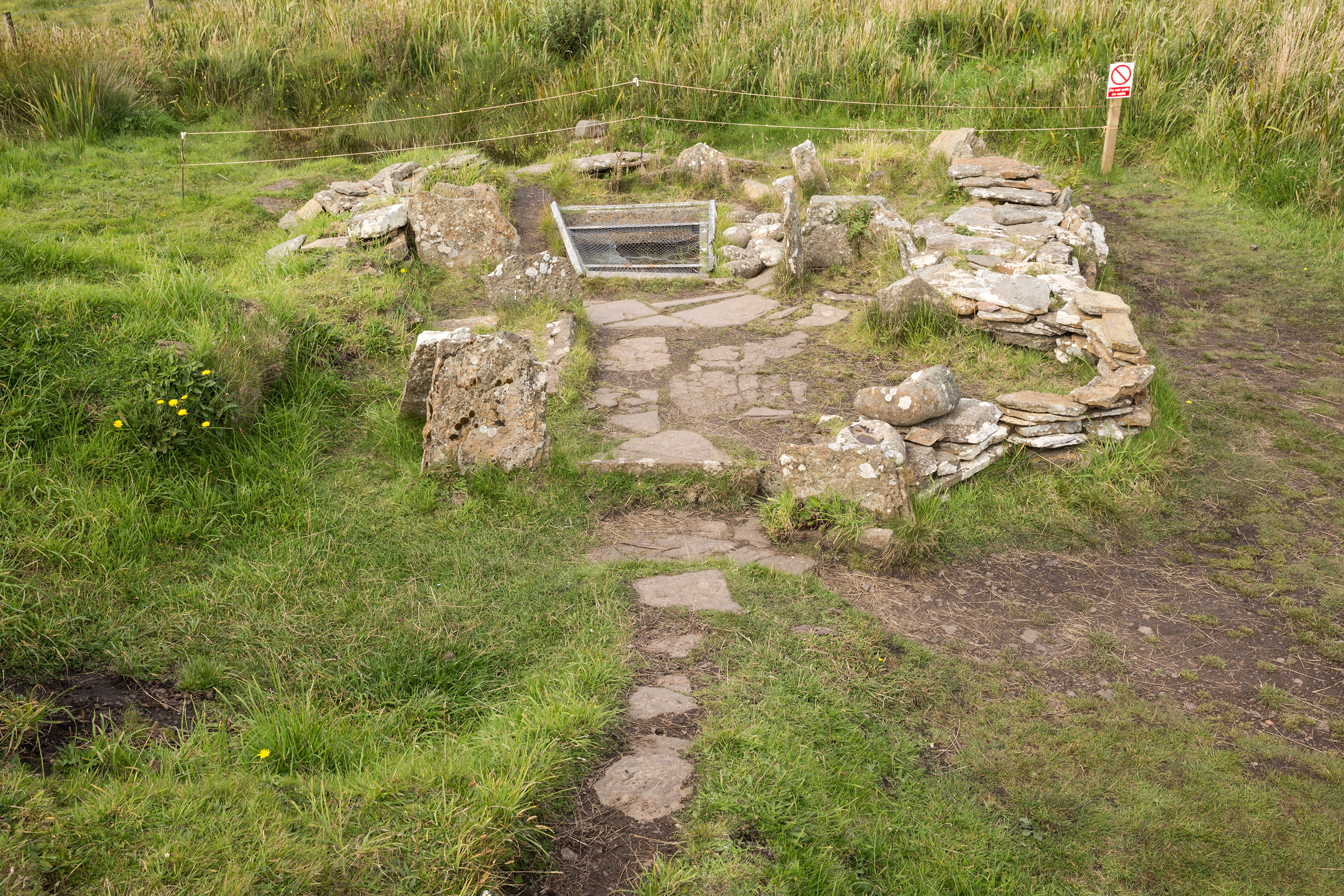
Liddle Burnt Mound

## Das Gebäude
Die Baulichkeit ähnelt in vieler Hinsicht Komplexen, die insbesondere von den Shetlandinseln bekannt sind. Sie ist oval und hat dicke Mauern, vor denen einige in kistenartigen Abteilungen liegen. Der große Herd befindet sich im Süden, in einen Alkoven der Mauer. Einen Hinweis auf die einstige Höhe des Mauerwerks ergibt sich für Hedges aus einem 1,54 m langen Stein, der auf dem gefliesten Boden gefunden wurde. Das Zentrum dominiert ein großer, aus Steinplatten gesetzter Trog. Eine ähnliche Struktur kommt an der Nordwand vor. Der in den Lehmuntergrund gebettete Trog ist wasserdicht. Er hat eine Kapazität von fast einem Kubikmeter. Als er gefunden wurde, war er zur Hälfte mit zerbrochenen, feuergeröteten Steinen angefüllt. Die Fliesen umgeben den Trog auf drei Seiten und setzen sich in einem Verbindungsgang fort, der im Norden durch die Mauer zu einem Schacht in der Torfablagerung führt. Im Winter ist dieser Bereich mit Wasser gefüllt, im Sommer würde er als Abfluss wirken. 
J. W. Hedges hielt das Ganze für ein Haus. Die vier waagerechten Steine gegenüber dem Kamin könnten die Überreste einer ursprünglichen Sitzgruppe sein. Andererseits findet sich kein Platz für Schlafgelegenheiten.

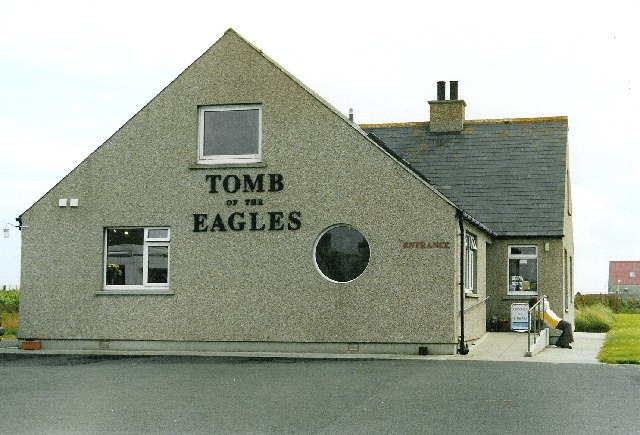
Ronnie Simisons privates Museum für Liddle und Tomb of the Eagles

## Der Brandhügel
Der Hügel hat ein Volumen von 200 m³ und steht noch bis zu einer Höhe von zwei Metern an. Die Ausgrabung zeigte, dass er durch das sukzessive Auffüllen von Tausenden von separaten Ablagerungen aus feuergeröteten Steinen und verschiedenfarbiger Asche entstanden ist. Er war eindeutig ein sehr ungewöhnlicher Abfallhaufen.

## Die Funde
Die wenigen gefundenen Objekte waren kaum bedeutend. Es gab viele Steine, darunter Keulenköpfe, einige waren eventuell Schleudersteine, ein Teil stammte von einem Pflug, ein zerbrochenes Teil, das als Topfdeckel gedient haben könnte, und Scherben von Tonware. Es waren unverzierte Reste eimerförmigen einfacher Gefäße. Organische Überreste, die hauptsächlich am Boden des Trogs gefunden wurden, bestanden aus Gräsern, Nesseln, Erika, Krähenbeeren und möglicherweise Eichenzweigen. 